# Schleuse Havelberg
Die Schleuse Havelberg ist eine Binnenschleuse, die seit 1936 die Verbindung der Wasserstraße Havel und der Elbe herstellt. Sie liegt am Kilometer 147,09 der Bundeswasserstraße Untere Havel-Wasserstraße im deutschen Bundesland Sachsen-Anhalt. Die nutzbare Kammerlänge beträgt 225 Meter, die nutzbare Kammerbreite 20 Meter. Die Torbreite ist mit 12 Meter angegeben.

## Geschichte
Bis Anfang der 1930er Jahre gab es große schifffahrtstechnische und wasserwirtschaftliche Probleme im Mündungsgebiet der Havel. Die ungestaute Havel unterlag dem unmittelbaren Einfluss der Elbe. In Hochwasserzeiten waren die schädigenden Einflüsse des Stromes bis Garz und häufig sogar bis Rathenow spürbar. Der Bau von Wehren und einer Schleuse sollte die Havelmündung hochwassersicher abschließen. Durch den Bau des Gnevsdorfer Vorfluters als künstlicher Havelabfluss und der Verlegung des Rückstaupunktes der Havel flussabwärts sollte eine Überschwemmungsgefahr des Hinterlandes minimiert werden. Zu diesem Hochwasserschutzsystem gehören die vier Wehre bei Quitzöbel (Altarm- und Durchstichwehr), Neuwerben und Gnevsdorf sowie die Schleuse Havelberg. Weiterhin wurde die Havel begradigt und vertieft. Die Errichtung der Wehranlage erforderte den Bau einer Schleppzugschleuse bei Havelberg, um den Gefälleunterschied zwischen Elbe und Havel zu überwinden. Die Schleuse entstand in einem neu angelegten Schleusenkanal, der die in einen Durchstich verlegte Havel mit der Elbe bei Kilometer 422,80 verbindet. Die Schleuse besitzt die für Schleppzugschleusen typischen versetzten Häupter. Sie bestehen aus Stahlbeton und die Kammerwände aus Stahlspundbohlen. Die Schleusensohle besteht „aus einer filterartig aufgebauten Abdeckung zwischen Stahlbetonriegeln, die die Wände gegeneinander absteifen“. Die maximale Fallhöhe in der Schleuse beträgt 5,35 Meter. Als Hochwasserschutzmaßnahme wurde das Außenhaupt der Schleuse in den Elbdamm integriert.

## Karten
- Sportschifffahrtskarten Binnen 1  Nautische Veröffentlichung Verlagsgesellschaft, ISBN 3-926376-10-4.
- W. Ciesla, H. Czesienski, W. Schlomm, K. Senzel, D. Weidner: Schiffahrtskarten der Binnenwasserstraßen der Deutschen Demokratischen Republik 1:10.000. Band 4. Herausgeber: Wasserstraßenaufsichtsamt der DDR, Berlin 1988, OCLC 830889996.